# Kościół św. Michała Archanioła w Grzybowie
Kościół św. Michała Archanioła w Grzybowie – zabytkowy rzymskokatolicki kościół parafialny w Grzybowie, w powiecie wrzesińskim, w województwie wielkopolskim. 
W roku 1399 pojawiły się pierwsze wzmianki o miejscu kultu w Grzybowie. Piotr Ćwikiełka i inni właściciele grzybowscy oddali kościołowi teren pod budowę kaplicy. Powstała ona w 1440 roku z prawami parafialnego kościoła, ale uważany a filię kościoła z Gozdowa. W roku 1641 miejscowy właściciel - Stanisław Turski pomnożył uposażenie kościoła, a w 1757 roku został odnowiony przez Stanisława Otto-Trąmpczyńskiego. W wyposażeniu kościoła znajdują się dzwony z 1542 i z 1688 oraz latarnia procesyjna z drugiej połowy XIX wieku. W 1999 r. przed kościołem na granitowym postumencie umieszczono figurę Matki Boskiej Fatimskiej.
Kościół jest orientowany, zrębowy, z węższym prezbiterium. Główna nawa jest szersza od prezbiterium. Nad prezbiterium było sklepienie kolebkowe, a nad nawą płaskie - obecnie sklepienie jest ujednolicone nad całością. W poprzek kościoła zamontowane są belki tęczowe. Dach kryty jest gontem. Od strony północnej przylega zakrystia. W latach dwudziestych wybudowano sygnaturkę z miedzianym dachem, a w latach 1929-1930 od strony zachodniej - wieżę. W jej parterze powstała kruchta oddzielona od wnętrza kościoła drzwiami, które później zlikwidowano. Wewnątrz umieszczono kręcone schody na chór. 

## Galeria

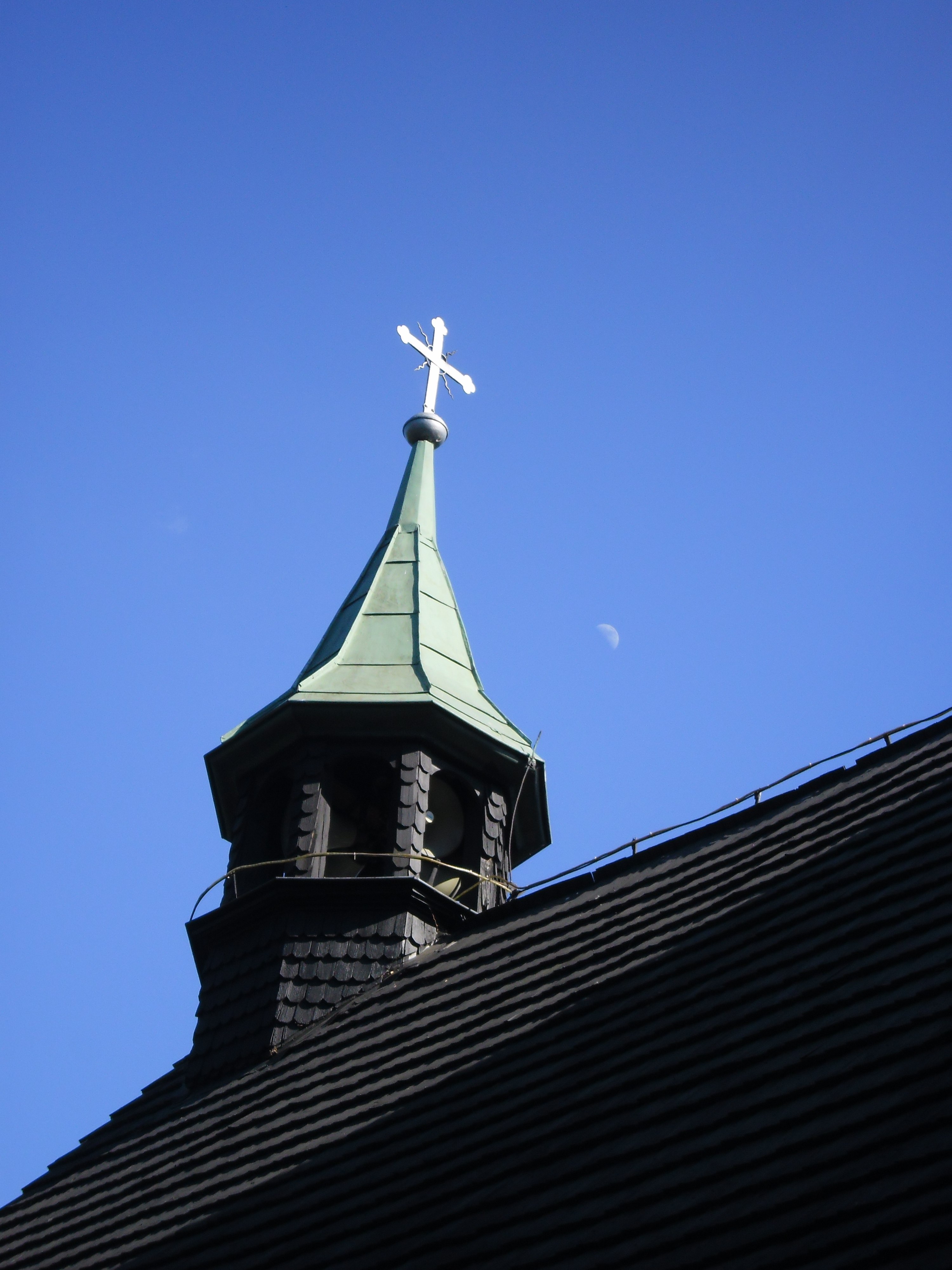
Sygnaturka
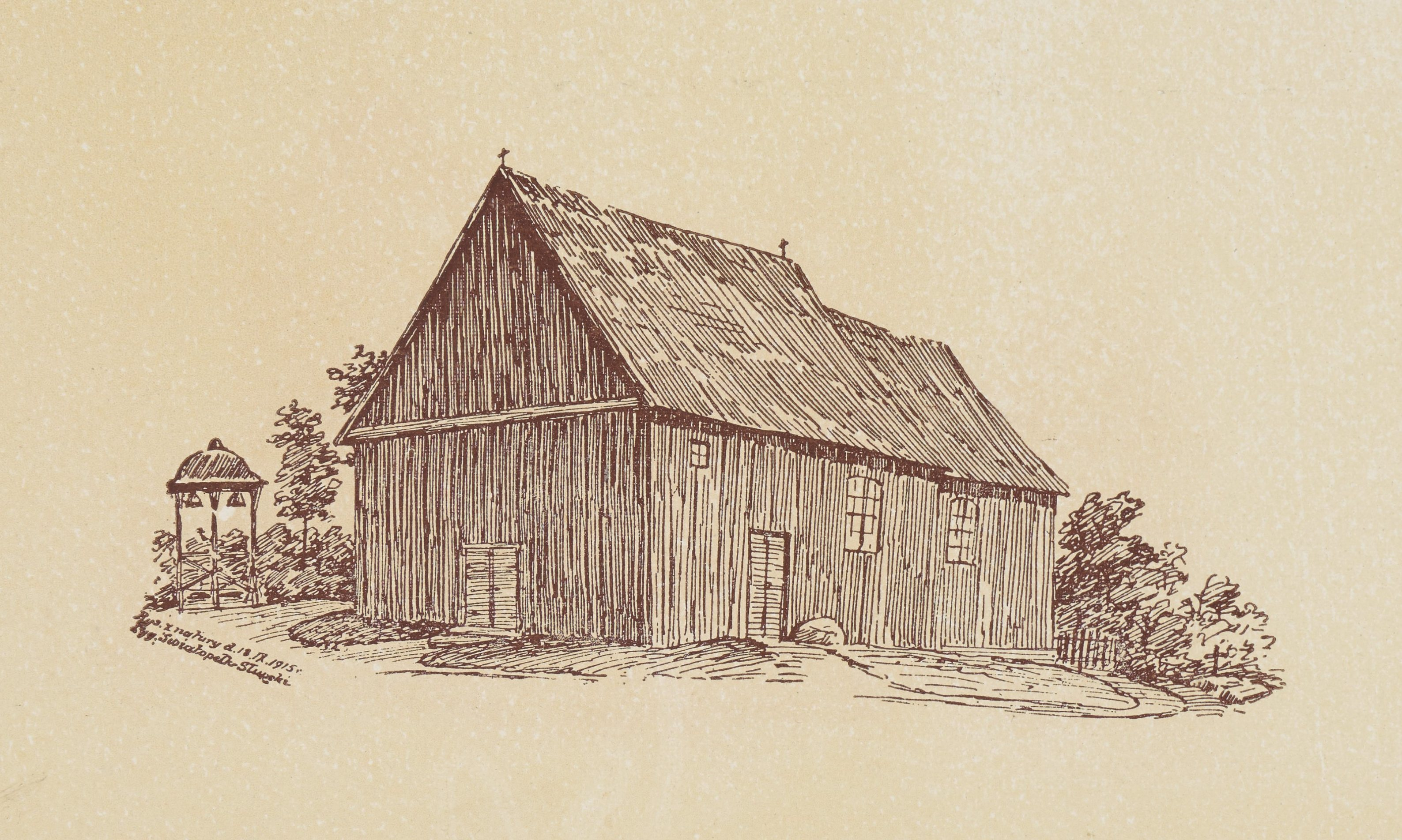
Widok kościoła przed 1917